# Vologases III van Armenië
Vologases III of Vagarsjak (Armeens: Վաղարշակը) (†386) was samen met zijn broer Arsjak III koning van Armenië van 378 tot aan zijn dood.

## Context
Nadat de vorige koning, Varazdat, zijn hoofdgeneraal (sparapet) Mushegh I Mamikonian, had laten vermoorden, nam de broer van Mushegh, Manuel Mamikonian, de touwtjes in handen. Onder zijn bewind was er terug vrede en stabiliteit in het Koninkrijk Armenië. Hij gaf zijn moeder Zarmandukht de titel van koningin en voedde Arsjak en Vologases op, alsof het zijn eigen kinderen waren. Manuel bleef neutraal tegenover de Romeinse en Sassanidische heersers. Op papier regeerden Arsjak III en Vologases over het land.
Om een onbekende reden stierf hij in 386 en datzelfde jaar stierf ook Manuel Mamikonian, een teken voor het Sassinidische Rijk om Armenië binnen te vallen.